# 副変速機
副変速機（ふくへんそくき、英: sub transmission）とは、乗り物の変速機のうち、主要な変速機（主変速機）が持つギア比の可変範囲を補うために用いられる変速機である。サブトランスミッションと呼ばれる場合もある。

## 概要
副変速機には、主変速機とは独立した構造で搭載されるものと、主変速機とは作動機構が異なるが主変速機と一体の構成として搭載されるものがある。独立した構造のものは主変速機の操作とは独立して操作が可能になっているものがほとんどで、例えば主変速機が5段の変速段数を持ち、副変速機が2段の変速段数を持つ場合は合わせて10通りの変速段数を選択できる。一体の構成のものは主変速機の最下段（ローギア）のさらにもう1段下、あるいは最上段（トップギア）のさらに1段上へ切り替え操作ができる機構となっている。あるいは主変速機が無段変速機（CVT）の場合は、無段変速の範囲と組み合わせて全体の変速可能な範囲を広くした機構となっているものもある。

## 独立した構造のもの
駆動系全体として変速段数を増やす必要があっても設計上の制約などにより主変速機の段数を増やせない状況で、独立した副変速機を追加して総段数を増やす場合がある。副変速機は主変速機のアウトプットシャフトに接続され、四輪駆動車の場合はトランスファーに内蔵される場合が多い。
四輪駆動車に用いられる副変速機の場合は、通常走行時に用いる高速減速比とオフロード走行時に用いる低速減速比の2段になっている場合が多い。走行中に副変速機を切り替える操作は想定されておらずノンシンクロミッションとなっている場合が多いが、スバル・レオーネに採用された「デュアルレンジ」はシンクロメッシュを採用し、クラッチを切れば走行中でも切り替えが可能であった。二輪駆動車に副変速機が採用された例としては、三菱・コルディアなど搭載された「スーパーシフト4×2」があり、これは「POWER」モードと「ECONOMY」モードの2段に切り替えが可能であった。ロッククローリングやモンスタートラックと呼ばれる競技に用いられる車両では、四輪駆動車の主変速機と副変速機付きトランスファーの間に、2段変速が可能な副変速機をもう1つ組み込む改造が行われる例もあり、副変速機を2つ搭載することから「デュアルトランスファーケース」(英: dual transfer case)と呼ばれる。

## 一体の構成のもの
既存の主変速機の減速比構成を変更することなく、トップギアの上段やローギアの下段にギアを付け加える場合に採用され、主変速機のシフトレバーで操作できる。トップギアの上段に付け加えたギアはオーバートップやオーバードライブと呼ばれる。ローギアよりさらに低いギア比のものはスーパーローやエクストラローなどと呼ばれ、農業向けの軽トラックなどに採用例がある。誤操作を防止するためにシフトレバーを押し込みながら操作するなどのフールプルーフ機構が備えられている場合も多い。
主変速機として無段変速機（CVT）を搭載した車種の中には、駆動される側であるドリブンプーリーの出力軸に遊星歯車機構を設け2段の副変速機とした方式を採用するものもある。自動的に切り替えてCVTの変速比幅と組み合わせることで、従来のCVTよりも変速比幅を大きく、プーリー径を小さくできる。従来の構造の変速機でも、多段化と小型化を両立させるため副変速機と組み合わせられたものが存在する（スマート・フォーフォー（初代）や12～16段の変速機を持つ大型自動車など）。

## 採用車種の例

### 独立した副変速機

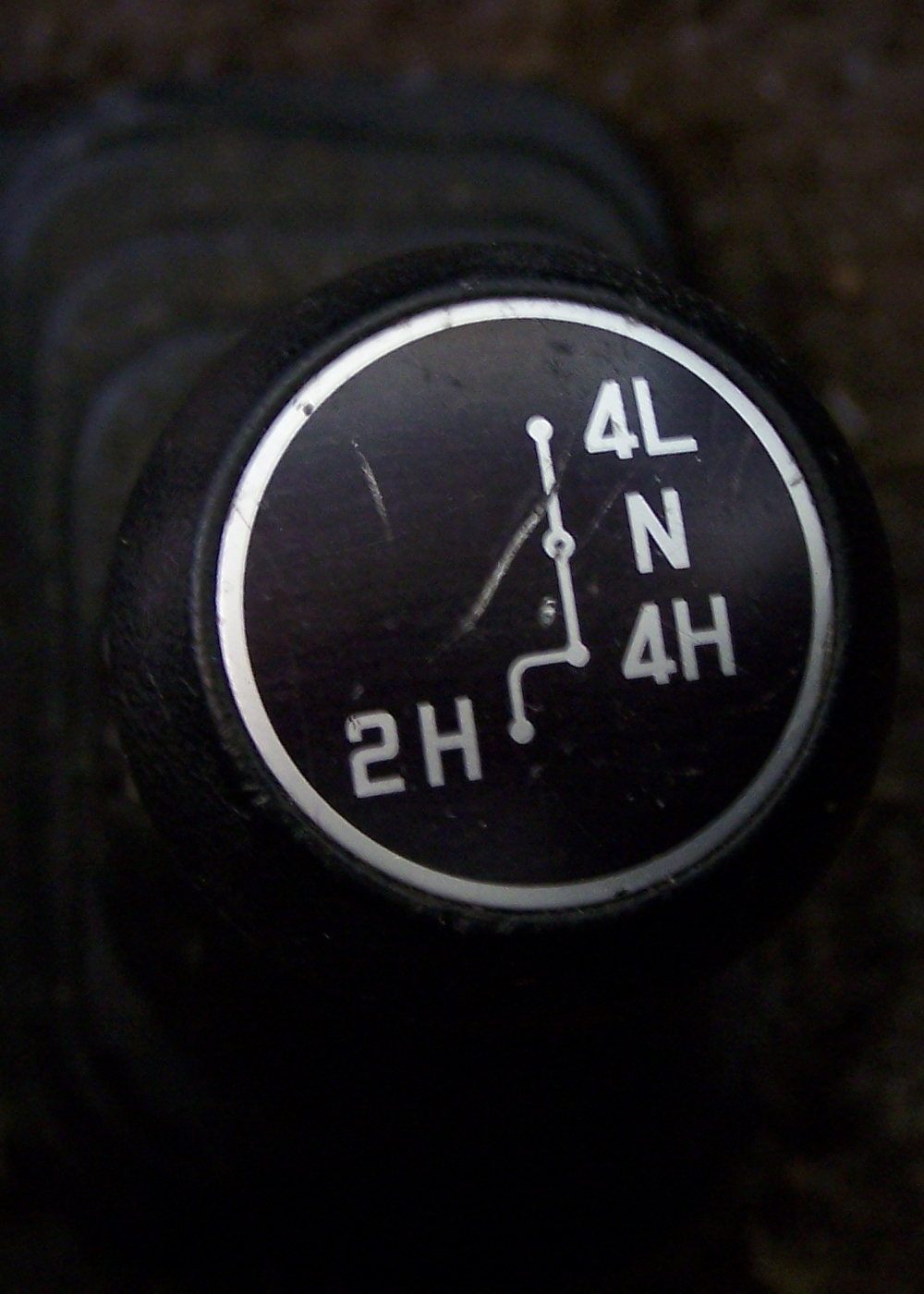
パートタイム4WD車の副変速機付きトランスファーレバーの例

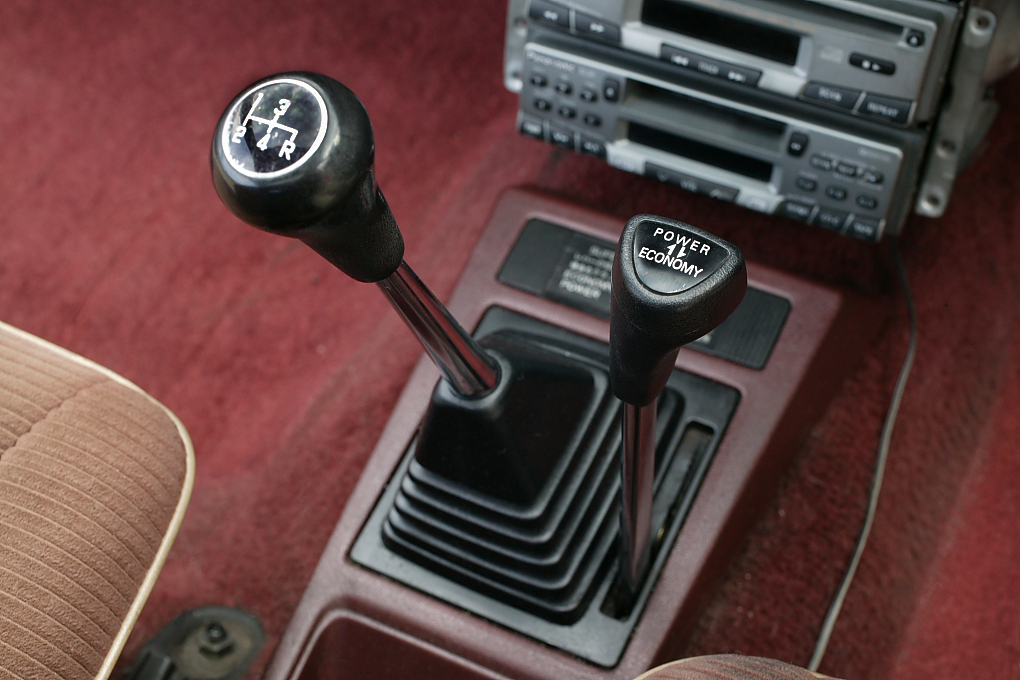
三菱・スーパーシフト4×2

自動車
FRレイアウトでパートタイム式4WDを採用する、俗にクロカン型と呼ばれる車両と、大型自動車のうち、最大積載量や車両総重量が大きい車両に搭載される例が多い。軽トラックやライトトラックなどにも採用され、2ウェイシフトなどの名称が与えられている場合がある。
- レンジローバー・イヴォーク
- ジープ
- ウニモグ
- トヨタ・ランドクルーザー
- トヨタ・ハイラックス /  トヨタ・ハイラックスサーフ
- 日産・サファリ
- スズキ・ジムニー

- スズキ・エスクード
- 三菱・パジェロ
- 三菱・トライトン

- 三菱・デリカ / 三菱・デリカスターワゴン / 三菱・デリカスペースギア
- スバル・レオーネ（2代目から3代目）- デュアルレンジ
- スバル・フォレスター（2代目前期型までのMT自然吸気エンジン搭載車）- デュアルレンジ
- スバル・レガシィランカスター（初代）- デュアルレンジ
- 三菱・ミラージュ（初代）- スーパーシフト4×2
- 三菱・トレディア - スーパーシフト4×2
- 三菱・コルディア - スーパーシフト4×2
- ホンダ・シティ（初代、1985年以降） - ハイパーシフト

オートバイ
- ホンダ・CT110
- ホンダ・モトラ
- ホンダ・CB900C - CB900Fの5段変速に加え、シャフトドライブの車輪側ベベルギアに副変速機を内蔵して6速とした。

### 主変速機と一体構成の副変速機
自動車

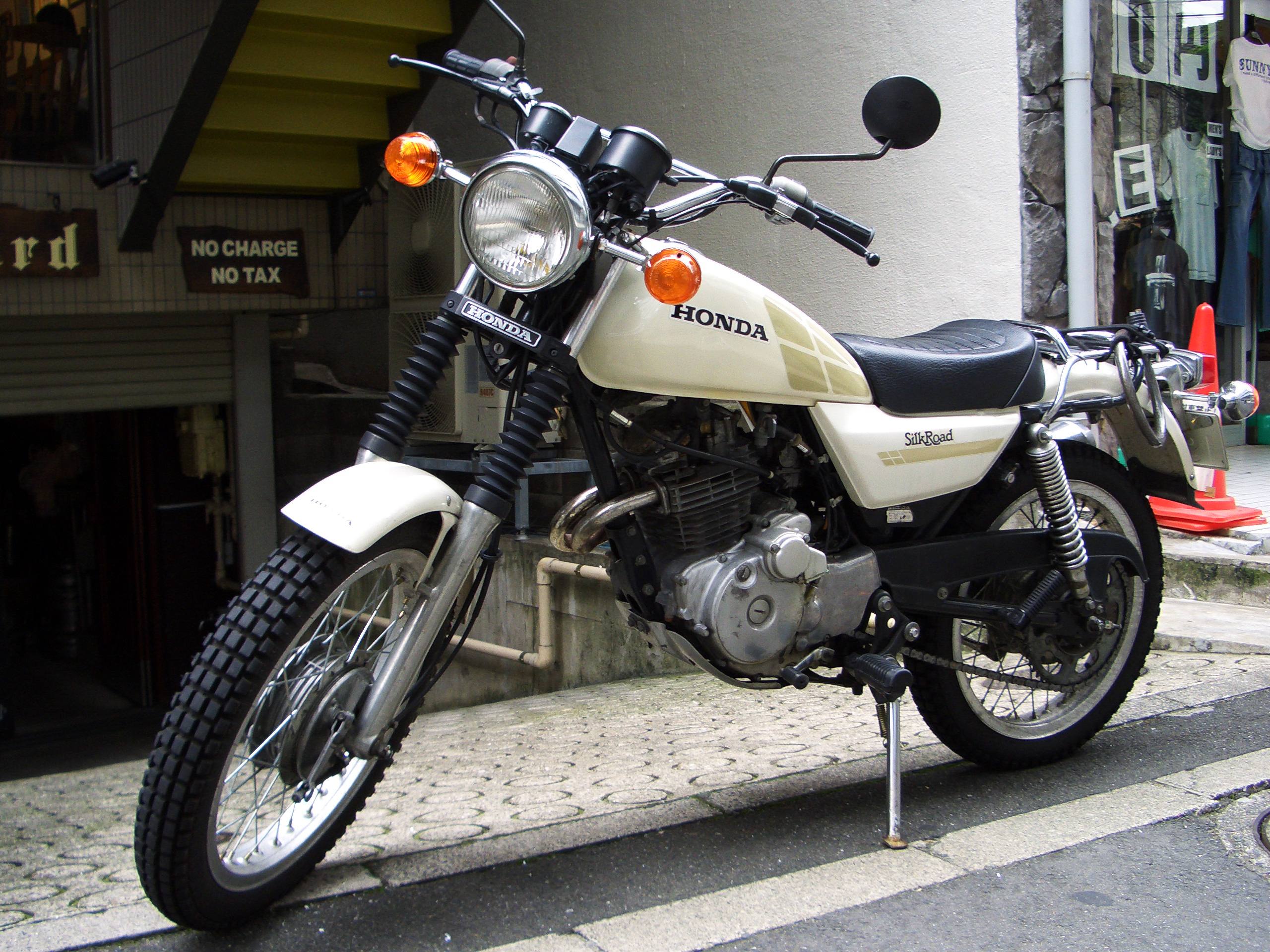
ホンダ・CT250Sシルクロード

- スバル・サンバー（5代目以降） - エクストラロー
- ホンダ・アクティ（2代目以降） - ウルトラロー / ウルトラリバース。
- MG・MGB - 4速MTに油圧作動式オーバードライブを装備した。

オートバイ
- ホンダ・シルクロード - スーパーロー
- ヤマハ・セロー225 - スーパーロー
- カワサキ・スーパーシェルパ - スーパーロー